# Skillötsjön
Skillötsjön är en sjö i Södertälje kommun i Södermanland och ingår i Trosaåns huvudavrinningsområde. Sjön är 6,5 meter djup, har en yta på 1,12 kvadratkilometer och befinner sig 29 meter över havet. Sjön avvattnas av vattendraget Skillötbäcken.Skillötsjön passeras av Västra stambanan

## Delavrinningsområde
Skillötsjön ingår i det delavrinningsområde (654816-158953) som SMHI kallar för Utloppet av Skillötsjön. Medelhöjden är 37 meter över havet och ytan är 4,11 kvadratkilometer. Det finns inga avrinningsområden uppströms utan avrinningsområdet är högsta punkten. Skillötbäcken som avvattnar avrinningsområdet har biflödesordning 2, vilket innebär att vattnet flödar genom totalt 2 vattendrag innan det når havet efter 27 kilometer. Avrinningsområdet består mestadels av skog (49 procent) och jordbruk (14 procent). Avrinningsområdet har 1,11 kvadratkilometer vattenytor vilket ger det en sjöprocent på 27,1 procent.